# Canton (Oklahoma)
Canton è un comune (town) degli Stati Uniti d'America della contea di Blaine nello Stato dell'Oklahoma. La popolazione era di 625 abitanti al censimento del 2010.

## Geografia fisica
Canton è situata a 36°03′20″N 98°35′20″W (36.055563, -98.588991).
Secondo lo United States Census Bureau, ha un'area totale di 0,5 mi² (1,29 km²).

## Società

### Evoluzione demografica
Secondo il censimento del 2010, la popolazione era di 625 abitanti.

### Etnie e minoranze straniere
Secondo il censimento del 2010, la composizione etnica della città era formata dal 72,96% di bianchi, il 18,56% di nativi americani, lo 0,16% di asiatici, il 2,24% di altre razze, e il 6,08% di due o più etnie. Ispanici o latinos di qualunque razza erano il 7,20% della popolazione.